# وریشور
وریشور (انگلیسی: Verisure) شرکت تجهیزات امنیتی سوئیسی است، که در سال ۱۹۸۸ تأسیس شد.